# Drosophila littoralis
Drosophila littoralis – gatunek muchówki z rodziny wywilżnowatych i podrodziny Drosophilinae.
Gatunek ten opisany został w 1830 roku przez Johanna Wilhelma Meigena.
Muchówka o ciele długości od 2,5 do 3 mm. Na głowie para szczecinek orbitalnych skierowanych w tył jest znacznie cieńsza niż ich para skierowana w przód. Czułki mają człon trzeci krótko owłosiony i nie dłuższy niż dwukrotność długości członu drugiego, zaś aristę z wierzchołkowym rozwidleniem i co najmniej dwoma promieniami na spodniej stronie. Chetotaksję tułowia cechuje 6–8 przedszwowych rzędów szczecinek środkowych grzbietu w przedniej części śródplecza, w których wszystkie szczecinki są tak samo krótkie oraz spośród trzech górnych par szczecinek sternopleuralnych przednia najkrótsza, a tylna najdłuższa. Na powierzchni śródplecza biegną słabo zaznaczone, ciemnobrązowe, podłużne pasy. Użyłkowanie skrzydła odznacza się żyłką subkostalną bez sierpowatego zakrzywienia za żyłką barkową, tylną komórką bazalną zlaną z komórką dyskoidalną oraz wierzchołkowym odcinkiem żyłki medialnej M1+2 nie dłuższym niż półtorakrotność odcinka tej żyłki między żyłkami poprzecznymi przednią i tylną. Żyłki poprzeczne mają brązowo przydymione brzegi. Wszystkie pary odnóży mają szczecinki przedwierzchołkowe na goleniach. Cały odwłok jest czarny lub czarniawobrązowy.
Owad znany z Portugalii, Hiszpanii, Wielkiej Brytanii, Francji, Belgii, Holandii, Niemiec, Danii, Szwecji, Norwegii, Finlandii, Szwajcarii, Austrii, Włoch, Polski, Łotwy, Estonii, Czech, Słowacji, Węgier, Chorwacji, Bośni i Hercegowiny, Serbii, Czarnogóry, Białorusi, Ukrainy, Rumunii, europejskiej części Rosji, Bliskiego Wschodu  i wschodniej Palearktyki.